# Victor Oladipo
Pour les articles homonymes, voir Victor.
Kehinde Babatunde Victor Oladipo, né le 4 mai 1992 à Silver Spring au Maryland, est un joueur américain de basket-ball. Il mesure 1,91 m et évolue au poste d'arrière.

## Biographie

### Carrière universitaire
Après avoir joué trois ans avec les Hoosiers de l'Indiana à l'université, il se présente à la draft 2013 de la NBA.

### Carrière professionnelle

#### Magic d'Orlando (2013-2016)
Il est choisi en deuxième position par le Magic d'Orlando.
Au début de la saison 2013-2014, il signe un contrat avec Jordan Brand comme représentant de la marque.
En décembre 2013, il réalise un triple-double (26 points, 10 rebonds et 10 passes décisives), son premier, dans une défaite en double prolongation face aux 76ers de Philadelphie. Dans cette rencontre, Michael Carter-Williams qui défend sur Oladipo réussit aussi un triple-double. C'est la première fois de l'histoire de la NBA que deux rookies réussissent un triple-double lors de la même rencontre.
Oladipo est nommé rookie du mois de la conférence Est pour les mois de décembre et de février,. En février, il marque 30 points, fait 14 passes décisives et prend 9 rebonds dans une victoire face aux Knicks de New York, manquant de peu son 2e triple-double. Oladipo termine deuxième au choix du Rookie of the Year, loin derrière Carter-Williams.

#### Thunder d'Oklahoma City (2016-2017)
Lors de la draft 2016 de la NBA, le Magic choisit Domantas Sabonis en 11e position mais celui-ci est aussitôt échangé avec Oladipo et Ersan İlyasova contre Serge Ibaka du Thunder d'Oklahoma City.

#### Pacers de l'Indiana (2017-2021)
Le 1er juillet 2017, il est transféré aux Pacers de l'Indiana avec Domantas Sabonis contre Paul George.
Le 23 janvier 2019, Oladipo se blesse gravement au genou droit lors d'un match opposant les Pacers de l'Indiana aux Raptors de Toronto (rupture du tendon du quadriceps) et est évacué sur une civière. Après des analyses médicales, Oladipo doit subir une opération chirurgicale qui devrait le tenir éloigné de la compétition au moins jusqu'à la fin de la saison. Il reprend la compétition en janvier 2020.

#### Rockets de Houston (jan. 2021-mars 2021)
En janvier 2021, Victor Oladipo est transféré aux Rockets de Houston.

#### Heat de Miami (2021-2023)
Le 25 mars 2021, il est à nouveau transféré, cette fois-ci au Heat de Miami en échange d'Avery Bradley et Kelly Olynyk. En mai 2021, Oladipo est de nouveau opéré du tendon du quadriceps et effectue son retour à la compétition en mars 2022.
En avril 2023, Oladipo se déchire le tendon rotulien du genou gauche lors d'un match de playoffs. Sa saison est finie et il doit subir une opération chirurgicale,.

#### Retour aux Rockets de Houston (2023-février 2024)
En juillet 2023, Victor Oladipo est transféré avec des choix de draft vers le Thunder d'Oklahoma City. Quelques semaines plus tard, il est transféré aux Rockets de Houston.
Début février 2024, il est transféré aux Grizzlies de Memphis contre Steven Adams. Il est coupé quelques jours après.

## Statistiques

### Universitaires
Les statistiques en matchs universitaires de Victor Oladipo sont les suivants :
| Saison    | Équipe  | Matchs | Titul. | Min./m | % Tir | % 3pts | % LF | Rbds/m. | Pass/m. | Int/m. | Ctr/m. | Pts/m. |
| --------- | ------- | ------ | ------ | ------ | ----- | ------ | ---- | ------- | ------- | ------ | ------ | ------ |
| 2010-2011 | Indiana | 32     | 5      | 18,0   | 54,7  | 30,8   | 61,2 | 3,72    | 0,88    | 1,06   | 0,22   | 7,38   |
| 2011-2012 | Indiana | 36     | 34     | 26,7   | 47,1  | 20,8   | 75,0 | 5,31    | 2,03    | 1,36   | 0,58   | 10,83  |
| 2012-2013 | Indiana | 36     | 36     | 28,4   | 59,9  | 44,1   | 74,6 | 6,31    | 2,06    | 2,17   | 0,78   | 13,64  |
| Total     | Total   | 104    | 75     | 24,6   | 53,8  | 33,8   | 71,6 | 5,16    | 1,68    | 1,55   | 0,54   | 10,74  |

### NBA
| Meilleure progression de l'année |

gras = ses meilleures performances

#### Saison régulière
| Saison        | Équipe        | Matchs | Titul. | Min./m | % Tir | % 3pts | % LF | Rbds/m. | Pass/m. | Int/m. | Ctr/m. | Pts/m. |
| ------------- | ------------- | ------ | ------ | ------ | ----- | ------ | ---- | ------- | ------- | ------ | ------ | ------ |
| 2013-2014     | Orlando       | 80     | 44     | 31,1   | 41,9  | 32,7   | 78,0 | 4,11    | 4,09    | 1,61   | 0,46   | 13,82  |
| 2014-2015     | Orlando       | 72     | 71     | 35,7   | 43,6  | 33,9   | 81,9 | 4,19    | 4,10    | 1,67   | 0,26   | 17,94  |
| 2015-2016     | Orlando       | 72     | 52     | 33,0   | 43,8  | 34,8   | 83,0 | 4,79    | 3,92    | 1,61   | 0,75   | 16,01  |
| 2016-2017     | Oklahoma City | 67     | 67     | 33,2   | 44,2  | 36,1   | 75,3 | 4,34    | 2,63    | 1,16   | 0,31   | 15,93  |
| 2017-2018     | Indiana       | 75     | 75     | 34,0   | 47,7  | 37,1   | 79,9 | 5,20    | 4,31    | 2,36   | 0,76   | 23,13  |
| 2018-2019     | Indiana       | 36     | 36     | 31,9   | 42,3  | 34,3   | 73,0 | 5,61    | 5,17    | 1,67   | 0,31   | 18,75  |
| 2019-2020     | Indiana       | 19     | 16     | 27,8   | 39,4  | 31,7   | 81,4 | 3,90    | 2,90    | 0,90   | 0,20   | 14,50  |
| 2020-2021     | Indiana       | 9      | 9      | 33,3   | 42,1  | 36,2   | 73,0 | 5,67    | 4,22    | 1,67   | 0,22   | 20,00  |
| 2020-2021     | Houston       | 20     | 20     | 33,5   | 40,7  | 32,0   | 78,3 | 2,16    | 4,95    | 1,20   | 0,50   | 21,20  |
| 2020-2021     | Miami         | 4      | 4      | 27,8   | 37,2  | 23,5   | 66,7 | 3,50    | 3,50    | 1,75   | 0,50   | 12,00  |
| 2021-2022     | Miami         | 8      | 1      | 21,6   | 47,9  | 41,7   | 73,7 | 2,90    | 3,50    | 0,60   | 0,10   | 12,40  |
| 2022-2023     | Miami         | 42     | 2      | 26,3   | 39,7  | 33,0   | 74,7 | 3,00    | 3,50    | 1,40   | 0,30   | 10,70  |
| Total         | Total         | 504    | 397    | 32,2   | 43,6  | 34,7   | 78,8 | 4,50    | 3,90    | 1,60   | 0,50   | 16,90  |
| All-Star Game | All-Star Game | 1      | 0      | 15,0   | 37,5  | 16,7   | 0,0  | 2,00    | 3,00    | 3,00   | 0,00   | 7,00   |

Mise à jour le 1er juillet 2023

#### Playoffs
| Saison | Équipe        | Matchs | Titul. | Min./m | % Tir | % 3pts | % LF  | Rbds/m. | Pass/m. | Int/m. | Ctr/m. | Pts/m. |
| ------ | ------------- | ------ | ------ | ------ | ----- | ------ | ----- | ------- | ------- | ------ | ------ | ------ |
| 2017   | Oklahoma City | 5      | 5      | 36,2   | 34,4  | 24,0   | 100,0 | 5,80    | 2,00    | 1,40   | 0,80   | 10,80  |
| 2018   | Indiana       | 7      | 7      | 37,3   | 41,7  | 40,4   | 73,2  | 8,29    | 6,00    | 2,43   | 0,43   | 22,71  |
| 2020   | Indiana       | 4      | 4      | 30,6   | 39,3  | 36,4   | 93,8  | 3,25    | 2,50    | 2,25   | 0,00   | 17,75  |
| 2022   | Miami         | 15     | 1      | 24,5   | 36,8  | 27,4   | 79,2  | 3,40    | 2,10    | 1,30   | 0,30   | 10,60  |
| 2023   | Miami         | 2      | 0      | 22,7   | 52,6  | 40,0   | 33,3  | 3,50    | 1,00    | 1,00   | 0,50   | 11,50  |
| Total  | Total         | 33     | 17     | 29,6   | 39,1  | 33,0   | 79,0  | 4,80    | 2,90    | 1,60   | 0,30   | 14,10  |

Mise à jour le 1er juillet 2023

## Records sur une rencontre en NBA
Les records personnels de Victor Oladipo en NBA sont les suivants, :
| Type de statistique        | Saison régulière | Saison régulière       | Saison régulière | Playoffs | Playoffs                 | Playoffs      |
| Type de statistique        | Record           | Adversaire             | Date             | Record   | Adversaire               | Date          |
| -------------------------- | ---------------- | ---------------------- | ---------------- | -------- | ------------------------ | ------------- |
| Points                     | 47               | Nuggets de Denver      | 10 décembre 2017 | 32       | @ Cavaliers de Cleveland | 15 avril 2018 |
| Paniers marqués            | 16               | Cavaliers de Cleveland | 18 mars 2016     | 11       | 2 fois                   | 2 fois        |
| Paniers tentés             | 30               | 76ers de Philadelphie  | 7 novembre 2018  | 21       | 2 fois                   | 2 fois        |
| Paniers à 3 points réussis | 6                | 5 fois                 | 5 fois           | 6        | 2 fois                   | 2 fois        |
| Paniers à 3 points tentés  | 14               | 76ers de Philadelphie  | 7 novembre 2018  | 11       | 2 fois                   | 2 fois        |
| Lancers francs réussis     | 13               | Knicks de New York     | 25 novembre 2015 | 9        | Celtics de Boston        | 19 mai 2022   |
| Lancers francs tentés      | 15               | Knicks de New York     | 25 novembre 2015 | 10       | 2 fois                   | 2 fois        |
| Rebonds offensifs          | 4                | 2 fois                 | 2 fois           | 1        | 9 fois                   | 9 fois        |
| Rebonds défensifs          | 13               | 2 fois                 | 2 fois           | 12       | 2 fois                   | 2 fois        |
| Rebonds totaux             | 15               | Pistons de Détroit     | 17 novembre 2017 | 13       | Cavaliers de Cleveland   | 27 avril 2018 |
| Passes décisives           | 14               | Knicks de New York     | 21 février 2014  | 10       | Cavaliers de Cleveland   | 27 avril 2018 |
| Interceptions              | 7                | @ Magic d'Orlando      | 20 novembre 2017 | 5        | @ Heat de Miami          | 24 août 2020  |
| Contres                    | 4                | 3 fois                 | 3 fois           | 2        | 3 fois                   | 3 fois        |
| Balles perdues             | 10               | Bucks de Milwaukee     | 5 mars 2018      | 6        | 2 fois                   | 2 fois        |
| Minutes jouées             | 57               | Bulls de Chicago       | 15 janvier 2014  | 44       | @ Heat de Miami          | 24 août 2020  |

- Double-double : 28 (dont 3 en playoffs)
- Triple-double : 3 (dont 1 en playoffs)

Dernière mise à jour : 17 août 2022

## Palmarès
- Champion de la Conférence Est en 2023 avec le Heat de Miami.
- 2 sélections au All-Star Game en 2018 et 2019.
- NBA Most Improved Player en 2018.
- Meilleur intercepteur de la saison NBA 2017-2018 avec 2,36 interceptions par match et un total de 177 interceptions.
- All-NBA Third Team en 2017-2018.
- NBA All-Defensive First Team en 2017-2018.
- NBA All-Rookie First Team en 2013-2014.
- 2 fois Rookie du mois de la Conférence Est (décembre 2013 et février 2014).

## Salaires
| Année       | Équipe      | Salaire       |
| ----------- | ----------- | ------------- |
| 2013-2014   | Magic       | 4 763 760 $   |
| 2014-2015*  | Magic       | 4 978 200 $   |
| 2015-2016   | Magic       | 5 192 520 $   |
| 2016-2017   | Thunder     | 6 552 960 $   |
| 2017-2018   | Pacers      | 21 000 000 $  |
| 2018-2019   | Pacers      | 21 000 000 $  |
| 2019-2020   | Pacers      | 21 000 000 $  |
| 2020-2021   | Heat        | 21 000 000 $  |
| 2021-2022   | Heat        | 2 389 641 $   |
| 2022-2023   | Heat        | 8 750 000 $   |
| 2023-2024   | Grizzlies   | 9 450 000 $   |
| Total Gains | Total Gains | 126 077 081 $ |

Note : * Pour la saison 2014-2015, le salaire moyen d'un joueur évoluant en NBA est de 4 500 000 $.

## Vie privée
Son père, Chris, est originaire de Sierra Leone et sa mère, Joan, du Nigeria.

## Pour approfondir